# Xerxes (Armenien)

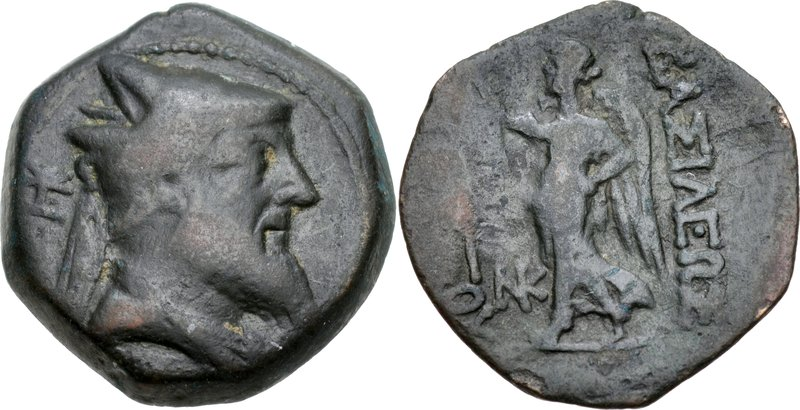
Münze des Xerxes von Armenien

Xerxes († um 202 v. Chr.) war ein am Ende des 3. Jahrhunderts v. Chr. regierender, aus der Dynastie der Orontiden stammender König des westlichen Armenien.

## Leben
Xerxes war wahrscheinlich ein Sohn des Abdissares. Offenbar hatte sich Abdissares von der Oberhoheit der Seleukiden gelöst und an diese keine Tribute mehr entrichtet. Antiochos III. wollte diesen Umstand nicht hinnehmen und die Orontiden wieder seiner Botmäßigkeit unterwerfen. Zu diesem Zweck fiel er 212 v. Chr. in das Reich des jungen Xerxes ein und belagerte ihn in dessen Hauptstadt Arsamosata. Anfangs entfloh Xerxes, da sein Gegner eine überlegene Heeresmacht aufbieten konnte. Er befürchtete dann aber, nach dem Fall seiner Residenz völlig entmachtet zu werden und sandte daher Antiochos III. eine Botschaft, in der er um eine persönliche Aussprache ersuchte. Die engsten Berater des Antiochos III. schlugen diesem indessen vor, die Regierungsgewalt über Armenien seinem eigenen Neffen Mithridates zu übertragen und Xerxes nicht mehr ziehen zu lassen. Der Seleukidenkönig folgte dieser Meinung nicht und fand mit Xerxes einen Ausgleich. Xerxes, der die seleukidische Oberherrschaft wieder anerkannte, wurden dabei großzügige Friedensbedingungen zugestanden. Ihm wurde der Großteil jener Tribute erlassen, die sein Vater nicht mehr gezahlt hatte; stattdessen musste er nur 300 Talente entrichten sowie Antiochos III. 1000 Pferde und ebenso viele Maultiere zur Verfügung stellen, wofür er in seiner Herrschaft bestätigt wurde. Bei dieser Gelegenheit vermählte sich Xerxes auch mit Antiochos’ Schwester Antiochis. Um 202 v. Chr. ließ Antiochis aber Xerxes umbringen.
Es sind Münzen des Xerxes bekannt, auf deren Vorderseite sein Porträt erscheint, wobei er eine spitze Tiara trägt; auf der Rückseite der Münzen wird ihm der Königstitel beigelegt.